# Cava de' Tirreni
Cava de' Tirreni es un municipio de 53 454 habitantes (2009) situada al centro de la región Campania, en la provincia de Salerno.

## Geografía

Panorámica de Cava de' Tirreni de Monte San Libertador

La ciudad de Cava de' Tirreni se encuentra cerca Mar Tirreno, a 5 km hacia el interior de la Costiera Amalfitana, constituyendo la puerta Norte de entrada a esta costa. La población central se desarrolla en el valle formado por los Montes Lattari a oeste, que la separan del Litoral, y los Montes Picentini al este. Muchos de sus ciudadanos residen en las colinas que rodean el centro de la ciudad, ya que el entorno es muy agradable.
Cava de' Tirreni limita hacia el Norte con los Ayuntamientos de Nocera Superior, Roccapiemonte y Mercado San Severino, al este con los de Baronissi, Pellezzano y Salerno, al sur con Vietri sul Mare y Maiori,y al oeste con Ocasos. La ciudad hace de unión entre el área geográfica del agrio nocerino sarnese, de morfología llana y economía agrícola e industrial, y la de la península sorrentina-amalfitana, de morfología montañosa y economía de tipo turístico. El valle de Hueco de' Tirreni, 198 m sobre el mar ca.) separa, pues, dos grupos montañosos: al este los Montes Picentini, predominantemente dolomitico, (Monte Caruso, Monte Sant'Adiutore, Monte Castillo, Monte Estrella, Monte San Libertador y Colina Cruz), y a oeste los Montes Lattari, de predominancia carbonatada, (Monte Ventana, Monte Sant'Angelo, Monte San Martino y Monte Crocella). La cima más alta la constituye el Monte Ventana, de 1138 metros.

## Clima
El clima es típicamente mediterráneo, caracterizado por inviernos templados y veranos con lluvias escasas. Las características orográficas del territorio con los montes que la circundan, hacen que la ciudad esté protegida del viento, pero sea golpeada muy frecuentemente por lluvias en comparación con las localidades de la costa.

## Evolución demográfica
| Gráfica de evolución demográfica de Cava de' Tirreni entre 1861 y 2001 |
|                                                                        |
| Fuente ISTAT - elaboración gráfica de Wikipedia                        |

## Economía

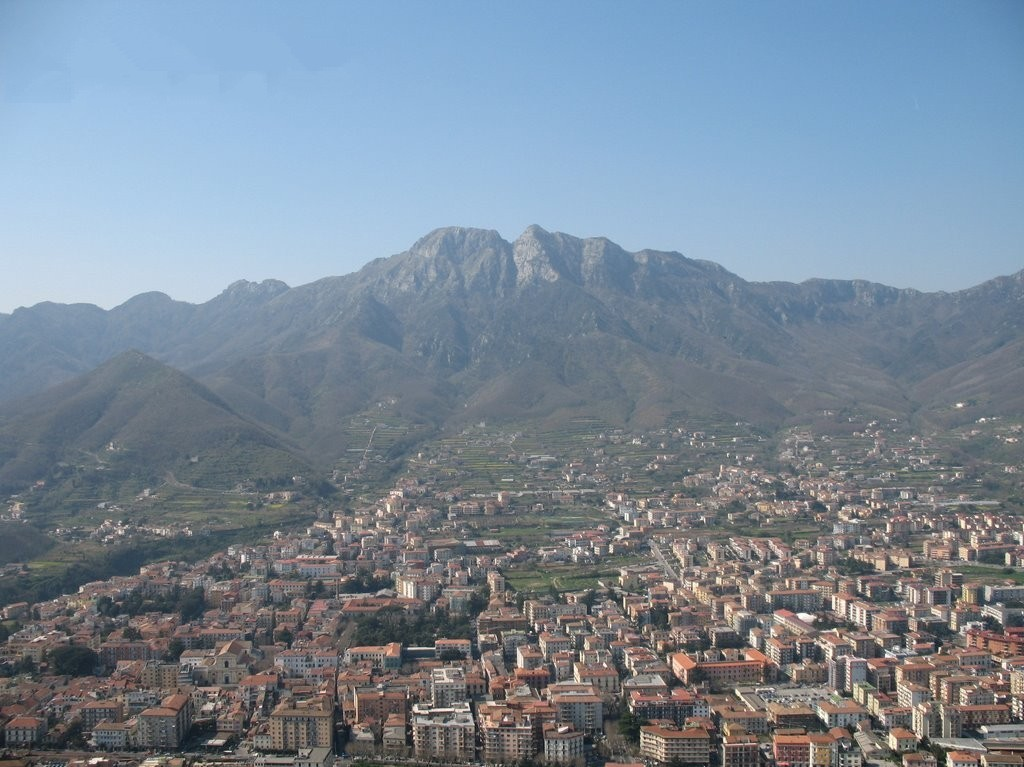
Cava de' Tirreni, panorama.

La economía de la ciudad se articula sobre los siguientes sectores:

### Comercio
Cava es principalmente una ciudad entregada al comercio: muchos son las tiendas de calidad, especialmente ropa, bajo los soportales del Casco antiguo. La vocación comercial cavese remonta a los siglos XIV y XV.

### Agricultura
hasta los años ochenta del siglo pasado, la ciudad, y especialmente las fracciones, tuvieron una vocación predominantemente agrícola-zootécnica:  el clima templado del valle favoreció las cosechas, y se cultivaron en particular legumbres, brécoles y lechuga. Igualmente difusos fueron los huertos y las viñas. Pero la producción príncipe fue el tabaco, unido a los dos establecimientos industriales del Monopolio de Estado presentes en la ciudad, uno por la producción de puros, Manufactura Tabacos, y uno destinado a la retirada y a estreno transformación del tabaco, Agencia Tabacos.
Actualmente en forma muy reducida, en las parcelas familiares de terreno todavía se cultivan pequeñas cantidades de tabaco y el maíz y la hortaliza necesaria por la sustentación. El  superávit  es vendido al mercado local o bien en aquel de las cercanas ciudades de Vietri y Nocera InferiorIgualmente escaso es la cría: sólo en algunas fracciones rurales todavía es tradicional costumbre tener a uno o dos jefes de cerdos o bovino, o de la volatería, por la sustentación familiar;  ha desaparecido por lo tanto también la antigua costumbre campesina de ofrecer por calle al propio toro de monta, a cambio de algún duro.

### El corte de la madera
Bastante difuso es la actividad del corte de madera.El valle abunda sobre todo de acacias, en dialecto  los' pungient ) y castaños:  además de la leña de arder, de los troncos también se saca el carbón, por la técnica del  catuozzo .

### Artesanía
también Ver El arte de la cerámica a Cava  Largo Burgo Scacciaventi se articula de siglos la artesanía cavese, el que cuenta entre sus producciones principales:  objetos en piel, trabajos de cobre y hierro y, sobre todo, la cerámica, que la reina de la artesanía es considerada cavese.

### La industria
A Cava, al confín con Nocera Superiore, es activa una zona industrial en la que son presentes instalaciones por la elaboración de comestibles, especialmente por cuánto concierne el enlatado de las comidas, garajistas, textiles, del móvil y del tabaco mismo.
Cantera, además, junto con Vietri sul Mare, se jacta una larga tradición de la elaboración del cerámica.

## Historia
Alrededor de dos kilómetros al suroeste se encuentra el pueblo de Corpo di Cava, con el benedictino la Abadía de la Santísima Trinidad de Cava de' Tirreni, fundada en 1011 por Alferius. 
La iglesia y la mayor parte de los edificios fueron completamente modernizado en 1796. El viejo  gótico son los claustros de la iglesia preserved.The contiene un magnífico órgano y varios sarcófagos antiguos. Los archivos, ahora de propiedad nacional, incluyen documentos y 
MSS. de gran valor (por ejemplo, elCodex Legum Longobardorumde 1004, y el La Cava Biblia) y multa incunables .
El apelativo de Tirreni dado a Cava se debe a la identificación, aún incierto, del territorio con la ciudad etrusca llamada "Marcina" mencionado por Estrabón. El valle fue sin duda habitado durante la época romana: el descubrimiento de varios restos arqueológicos que datan de ese período es una evidencia.
A comienzos del siglo XI, un primer grupo de monjes se unieron a los pies del Monte Finestra, atraídos por la fama de santidad de los Longobardos noble, Alferio Pappacarbone, que vivía allí recoger sus pensamientos en la contemplación y la oración . Así que la  Abadía benedictina de  la Santísima Trinidad nació en 1011 y se convirtió en uno de los centros religiosos y culturales más vivos del sur de Italia. 
El prestigio de los hombres santos principales de la Abadía, junto con la necesidad de encontrar protección, provocó el nacimiento de un complejo residencial en torno a principios. Con el tiempo, gracias a las donaciones continuo, las posesiones de la Abadía de aumento, mientras que la relativa tranquilidad del valle llevado a un crecimiento de la artesanía y el comercio.
La autonomía de la dominación abacial fue una conquista lenta, no exento de momentos de tensión. En 1394, el Papa  Bonifacio IX planteó el estatuto del Territorio a la de una "Ciudad", Cava de separarse de la arquidiócesis de Salerno y el establecimiento de que como diócesis que dependen directamente de la Santa Sede, y encargó a un obispo (que hubiera sido también abadía), con la nueva diócesis. Pero la Cavesi, que NT podía soportar la dependencia feudal de la abadía, atacó y devastó varias veces entre 1335 y 1508, argumentando que su authonomy. El Papa  León X de acuerdo a su solicitud y con la Bula "Sincero Devotionis" de la 22 de marzo de 1513, establece Cava como diócesis autónoma.
Cava había convertido en una ciudad próspera gracias al comercio y la laboriosidad de sus habitantes, que sobresalió en el tejido y en la creación de arte. Arquitectos e ingenieros de Cava trabajado en los principales proyectos públicos y privados en la  Sur de Italia. Poco a poco, el centro de la ciudad pasó de "Corpo di Cava",  ciudad amurallada cerca de la Abadía, a "Borgo Scacciaventi", también llamadolo commerzio( "el comercio", en el dialecto): los pilares que todavía se pueden ver se remontan a los inicios de 1400 y se llaman "Portici"(pórticos). No dejan de representar el centro de la Cava de' Tirreni.
Gran parte de la población vivía en las aldeas, algunos de ellos de difícil acceso, y el territorio llegó al Cetara (Vietri sul Mare, Cetara y otras aldeas más pequeñas se separaron de cava en 1806). La gente iba a Borgo Scacciaventi para el comercio y los negocios. Las familias más ricas comenzó a construir en el Borgo sus palacios, los comerciantes y artesanos, construyeron casas en sus tiendas, que crecieron adelante con los pórticos, a fin de proteger los bienes.
Anteriormente conocido como "Città de La Cava", fue teatro de un acontecimiento histórico muy importante para ese momento.  El rey Fernando de  Aragón, que gobernó en los territorios de Nápoles, y se cayó en una emboscada cerca de los angevinos Sarno acerca de en 1460. 
El rey Fernando de Aragón, que entonces gobernaba los territorios de Nápoles, cerca de Foce en la zona de Sarno, por una maniobra incorrecta estaba rodeado de Anjou. En esa ocasión fue salvado por la intervención de hombres de armas, "asalariados" y "reclutas", la ciudad de La Cava (Cava de' Tirreni), dirigido por los capitanes Joshua Longo y Marino, quien llegó a la zona Foce di Sarno, descendientes de a la montaña y atacó a la  angevinos. El ejército de Anjou, tan sorprendida y no pudo determinar el alcance del ataque, se vio obligado a retirarse por dar al Rey Fernando da la oportunidad de abrir la puerta a Nola y huir a Nápoles. Agradecido por el valor demostrado y la buena acción, el Rey envió al alcalde Onofrio Scannapieco un pergamino en blanco, en el que la ciudad podía pedir a cada necesidad. El pergamino se quedó en blanco y el rey le confiere toda la ciudad el título de Fedelissima( "el más leal"). Todavía se conserva, intacto y en blanco como en 1460, en el ayuntamiento, y es el precio que desee para el evento anual llamado popular Disfida dei Trombonieri.

## Manifestaciones histórico-folclóricas

### Fiesta de Montecastello
Una de las más importantes manifestaciones religiosas y folcloristiche de la ciudad de Cava de' Tirreni, e indudablemente entre las más oído, es la "Fiesta de Montecastello."  Ella tiene lugar cada año de lo lejano 1656, año en cuyo la ciudad y la población cavese fue devastado por una cruenta pestilencia.  Los curas de la fracción Anunciada, en él octava del Corpus Dominós, organizó con los fieles, ya de rodillas, una procesión de la iglesia hasta sobre el Monte Castillo, colina que domina el valle metelliana, del que invocaron la bendición de Dios sobre la ciudad y sobre los cavesi.  La epidemia acabó y los cavesi, devotos, de año en año, en los siglos, renuevan la procesión en señal de gratitud por la gracia recibida.
Uno de los principales símbolos de la Fiesta de Montecastello es constituido por el pistón:  un arma del siglo XVI, conocida también como arcabuz. El arma, en los siglos, ha perdido su identidad como instrumento de guerra volviéndose en cambio orquesto de "alegría": los cavesi han solido golpes estallar a hola del Monte Castillo para celebrar la Fiesta y el cese de la pestilencia.
Junto al aspecto religioso, en el curso de los años, la fiesta se ha enriquecido de acontecimientos folklóricos:  en esta óptica han nacido los grupos pistonieri, o también trombonieri y los grupos tremolantes, que alegran los días de la Fiesta con sus uniformes de época y los juegos de bandera. Otra cita fija de la Fiesta es representada por la conmemoración histórica de la trágica pestilencia en costumbres de época. Las celebraciones son concluidas cada año con un grandioso espectáculo pirotécnico por el Monte Castillo, tan querido a los cavesi de hacer aumentar el valor de una casa por el solista hecho de tener la justa exposición hacia el Monte. Además, el aspecto culinario con algunos platos típicos que las familias cavesi son usuales consumir durante la Fiesta:  bazo, prensado, berenjenas con el chocolate, tortada de macarronis, la tortilla de pasta napolitana, y, naturalmente, buen vino.

### Desafío de los Trombonieri
Cada año a primeros de julio, a Cava de' Tirreni, es recordado con una manifestación folklórica en costumbre de época, un acontecimiento histórico que vio implicado la entera ciudad por la defensa de la misma libertad del estado:  la batalla de Sarno.
Fue el 7 de julio de 1460 cuando rey Ferrante I de Aragón, que reinó sobre los territorios de Nápoles a la época, en el curso de una batalla en localidad Desembocadura, en los aprietas de Sarno), por una errada maniobra le fue rodeado por él angevinos.El rey aragonés fue salvado por la intervención de gentes de arme, "provisionati" y "quintos", de la Ciudad de la Cava, Cava de' Tirreni, capitaneado por los Capitánes Giosuè y Marino Longo:  los cavesi, llegan a Desembocadura de Sarno, descendieron del monte y atacaron a los angevinos que, sorprendidos y no pudiendo determinar la entidad del ataque, fueron obligados a retroceder, concediéndole a rey Ferrante la posibilidad de abrirse una calle de fuga verso Nola y por lo tanto Nápoles.El 4 de septiembre de 1460 el alcalde de la ciudad, Onofrio Scannapieco, llamado por el rey Ferrante a la corte de Nápoles, recibió de regalo, cuál señal de gratitud, un pergamino en blanco:  con ella la universidad de la Cava habría podido solicitar cada género de concesión soberana. Ya que nada fue solicitado, el 22 de septiembre de 1460 el Rey, motu proprio, concedidas a la ciudad el título de  Ciudad fiel  y  a lo pueblo cavajuolo conspicuos guarentigie, cuál la exención del pago, en todo el reino, de cada tipo de impuesto, sea en vender que en el adquirir, más allá de la cualidad de integrar con las armas aragonesas, dos barras rojas y dos amarillas distanciáis, el escudo de armas de la ciudad y el sovrapposizionne al mismo de la corona real. El  Pergamino Bianca , quedada inmaculada, tal todavía se mantiene hoy en los archivos del Edificio de Ciudad de Cava de' Tirreni.

## Galería fotográfica

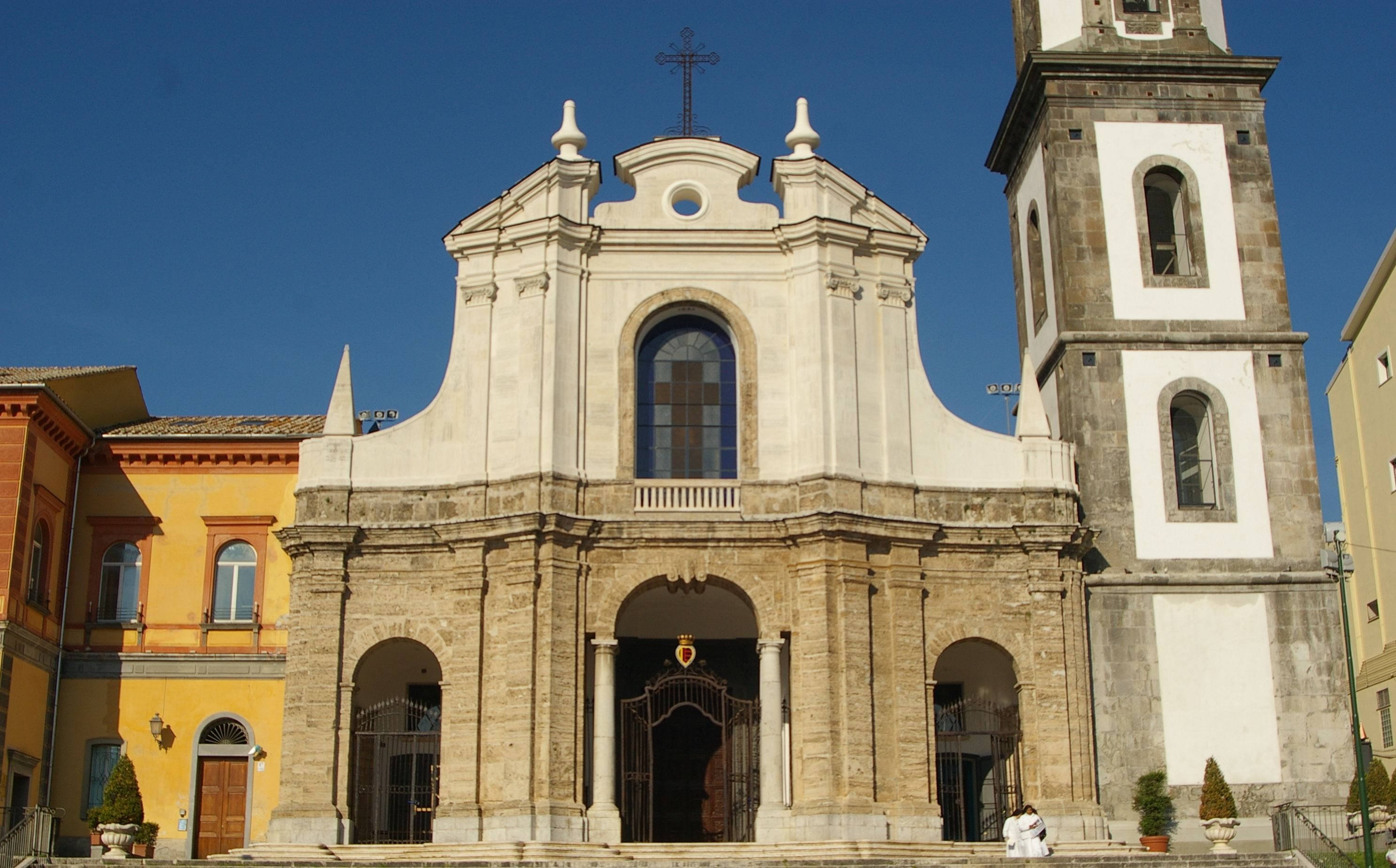
Fachada del Santuario de S. Francesco
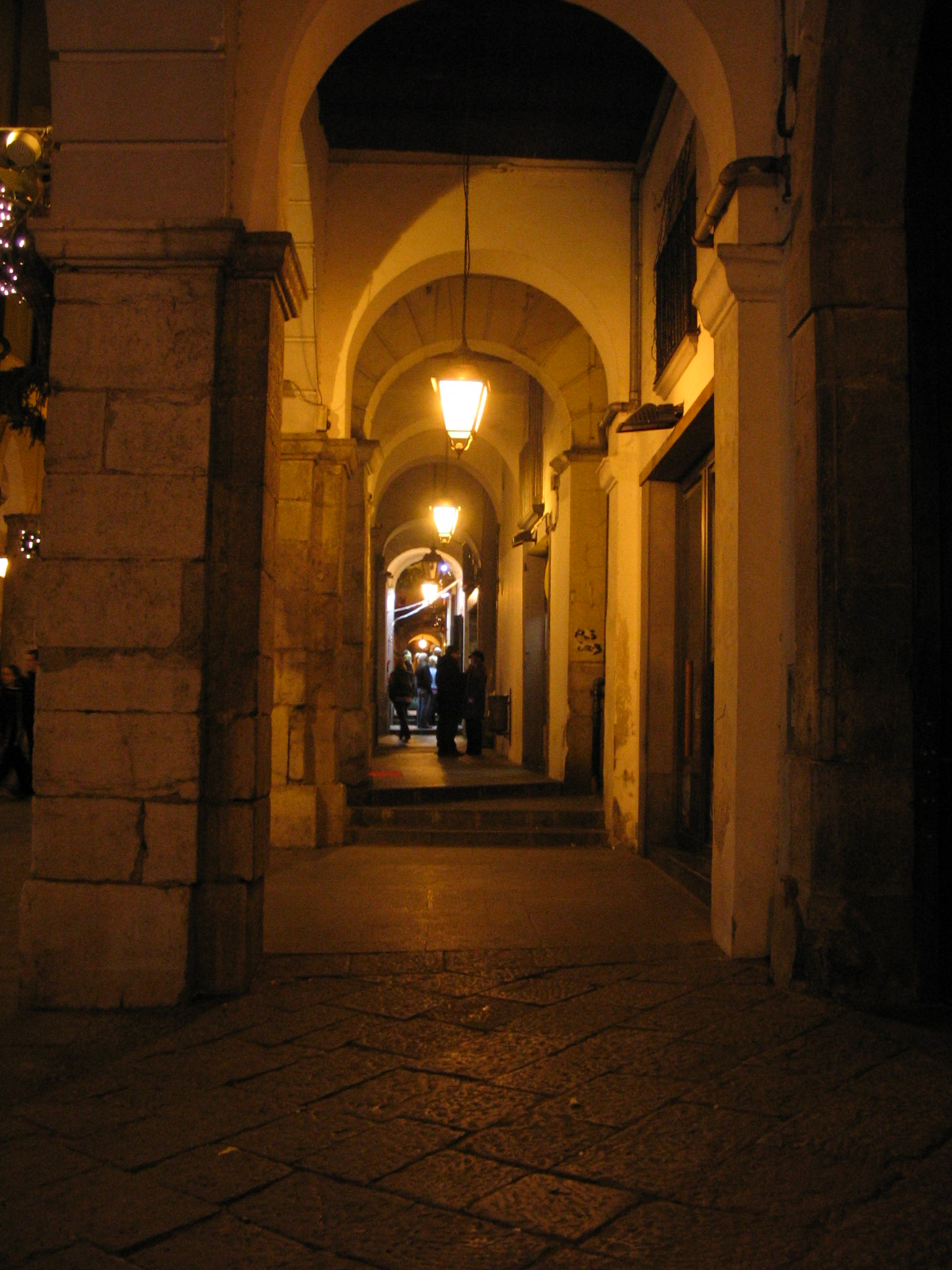
Los porches de Burgo Scacciaventi
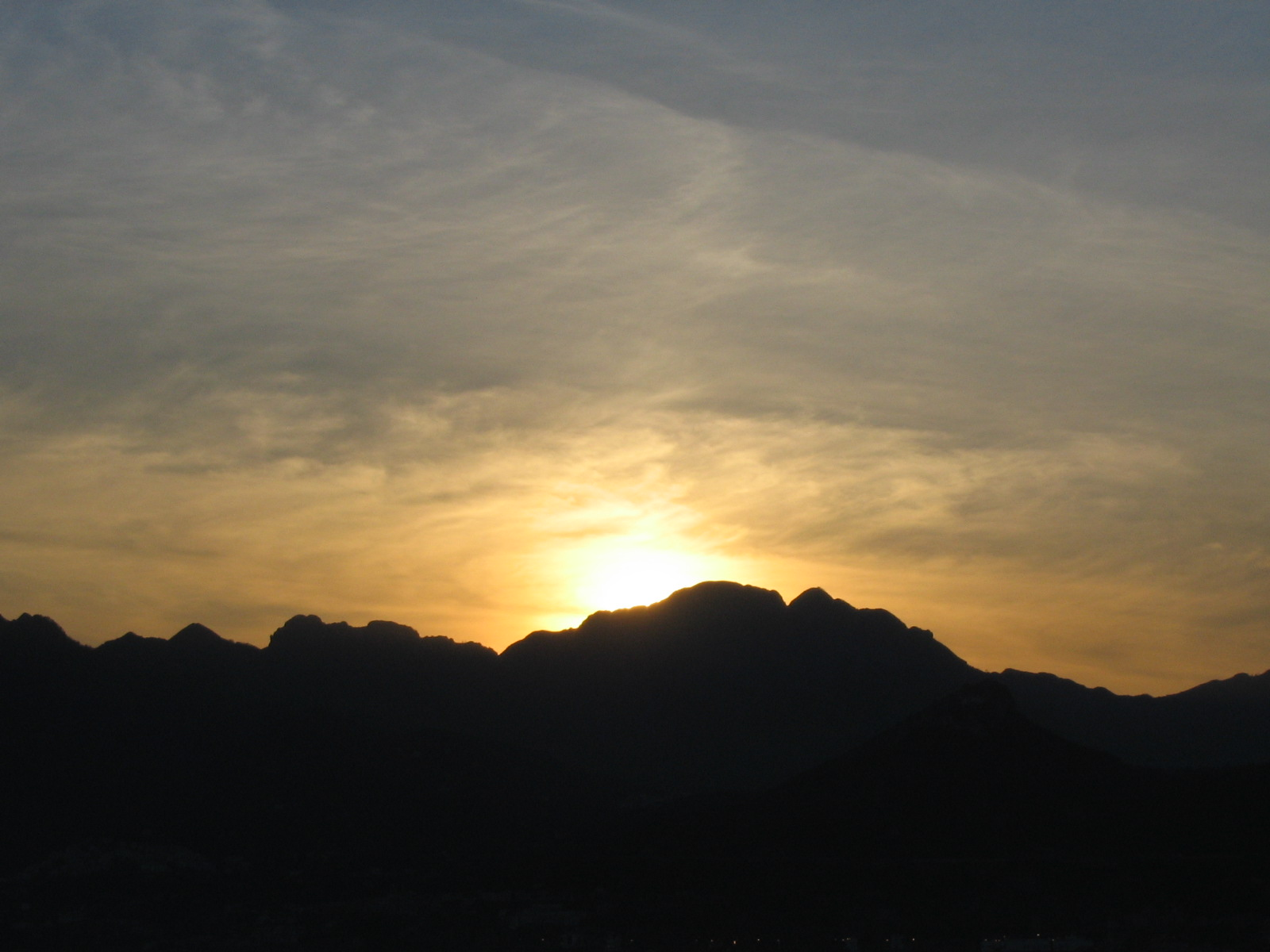
El ocaso a los hombros de Monte Finestra
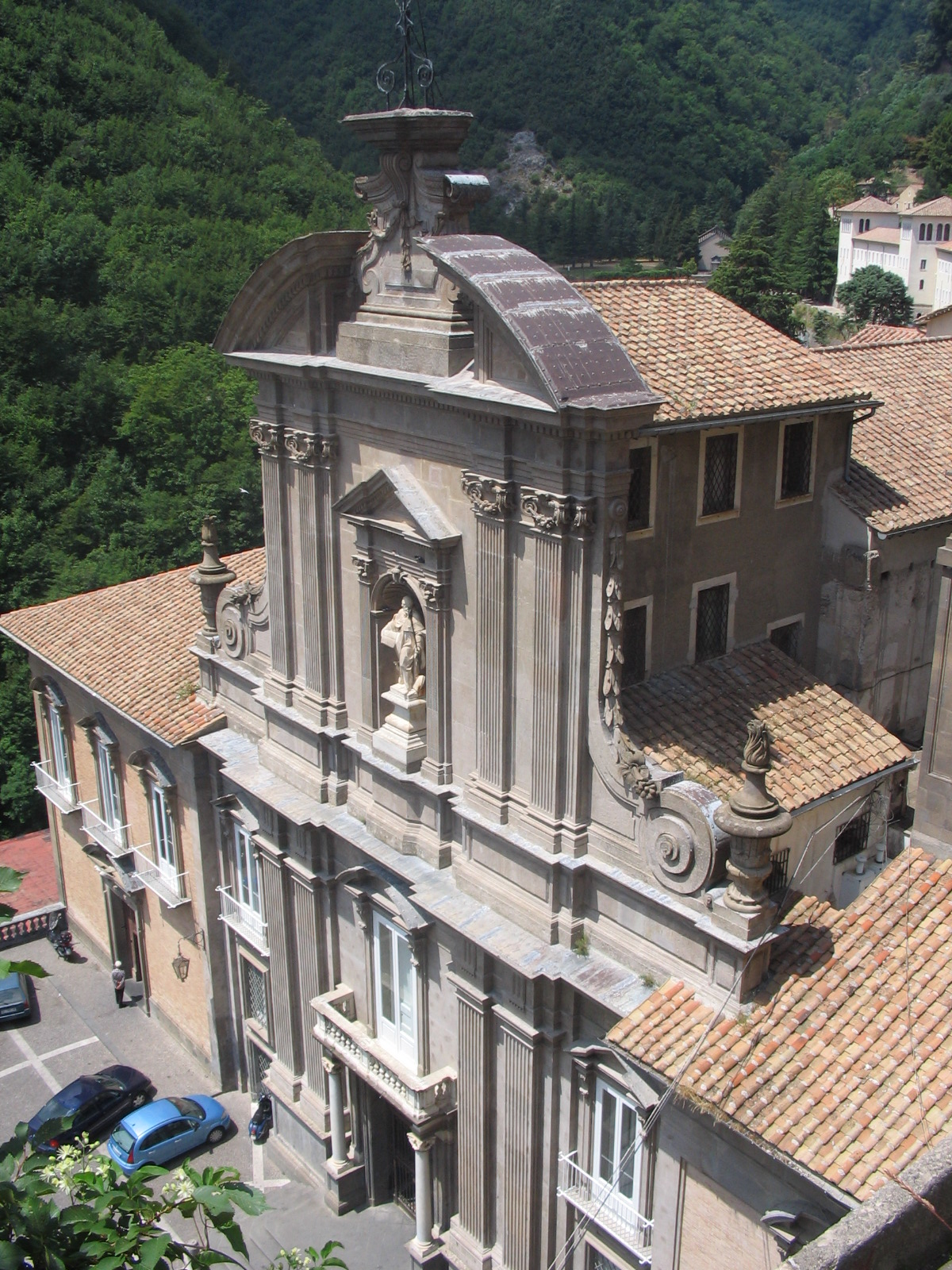
Abadía Benedictina
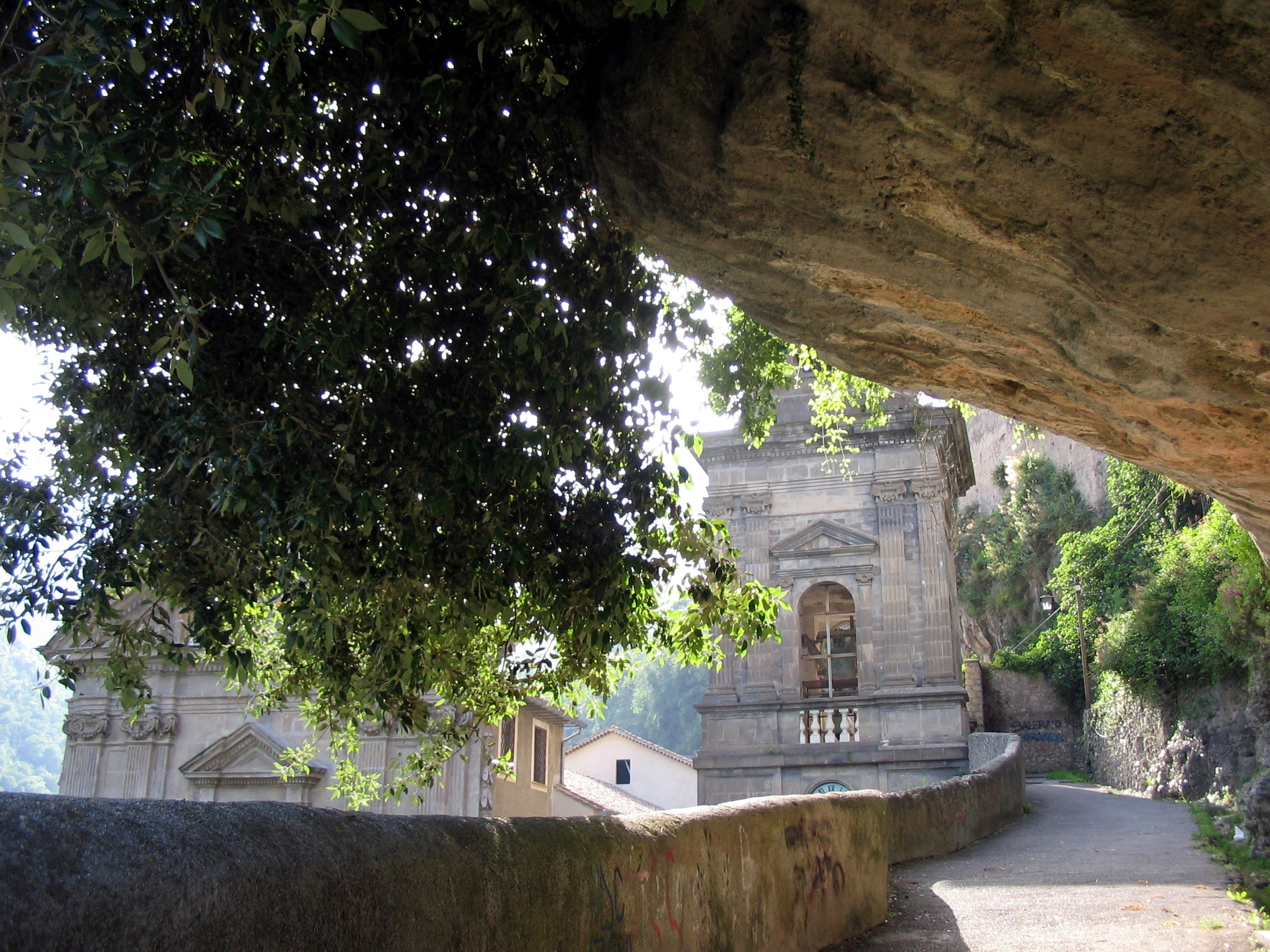
Abadía Benedictina
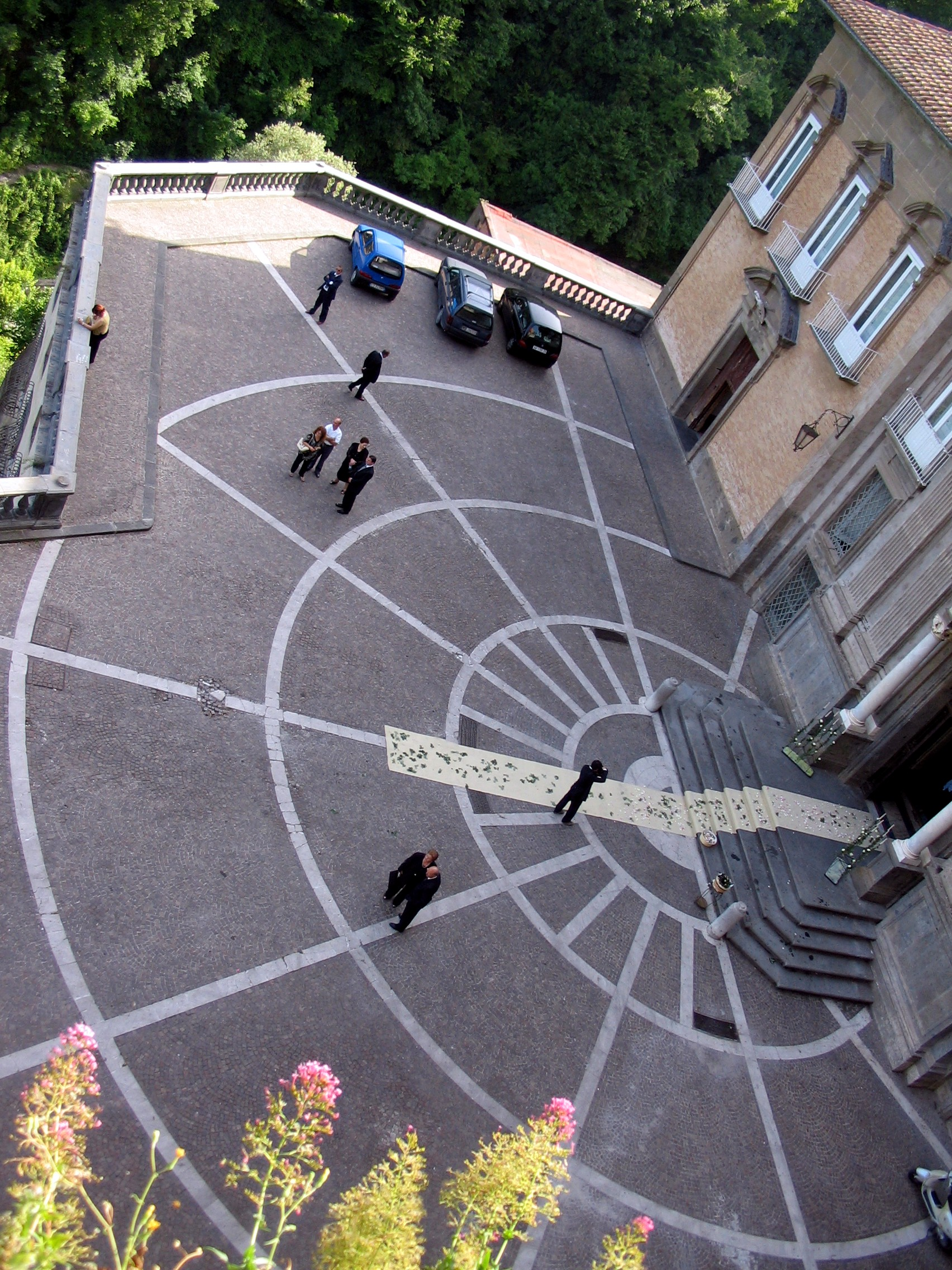
Piazzale della Baye
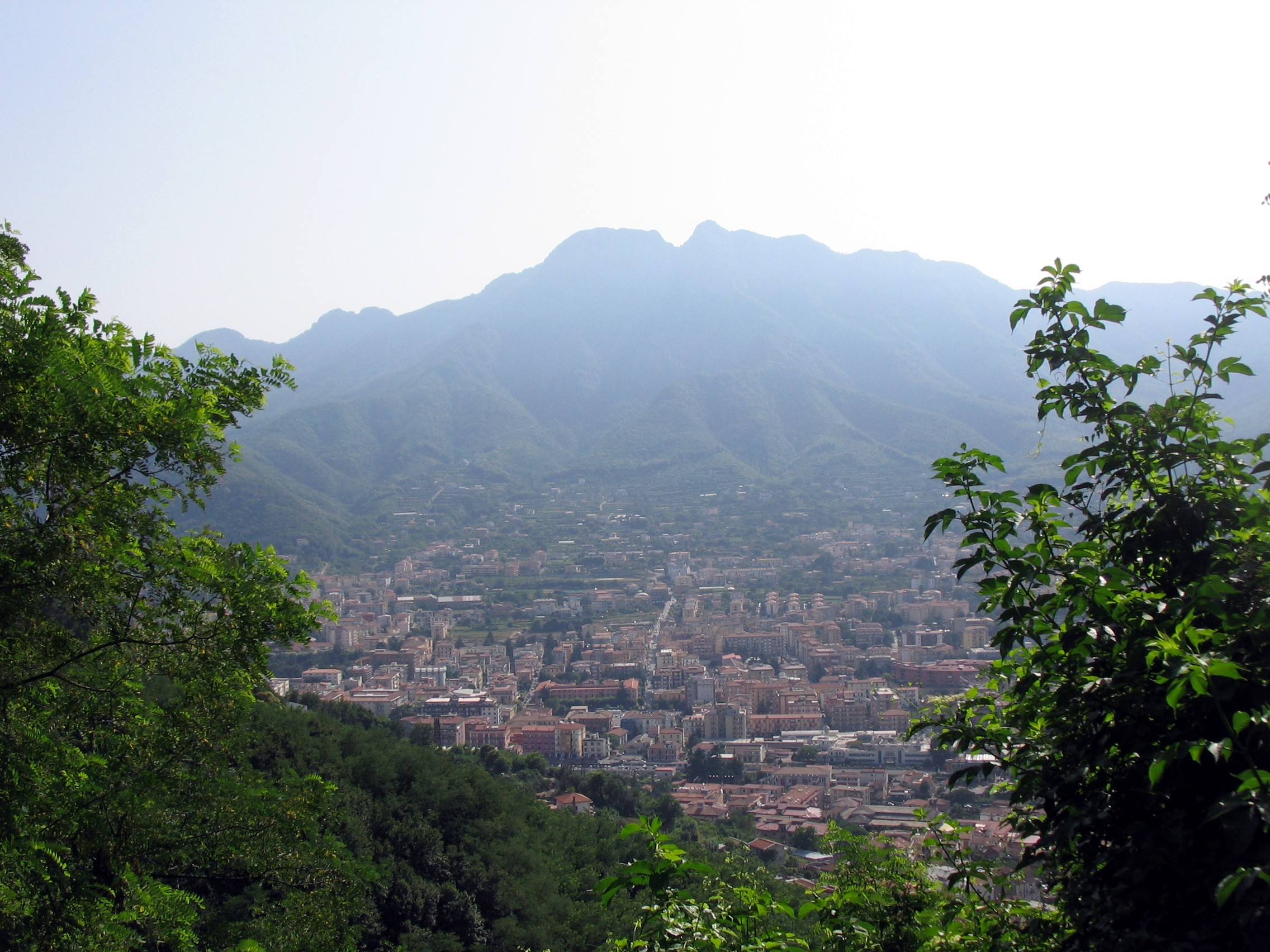
Panorama da "La Serra"
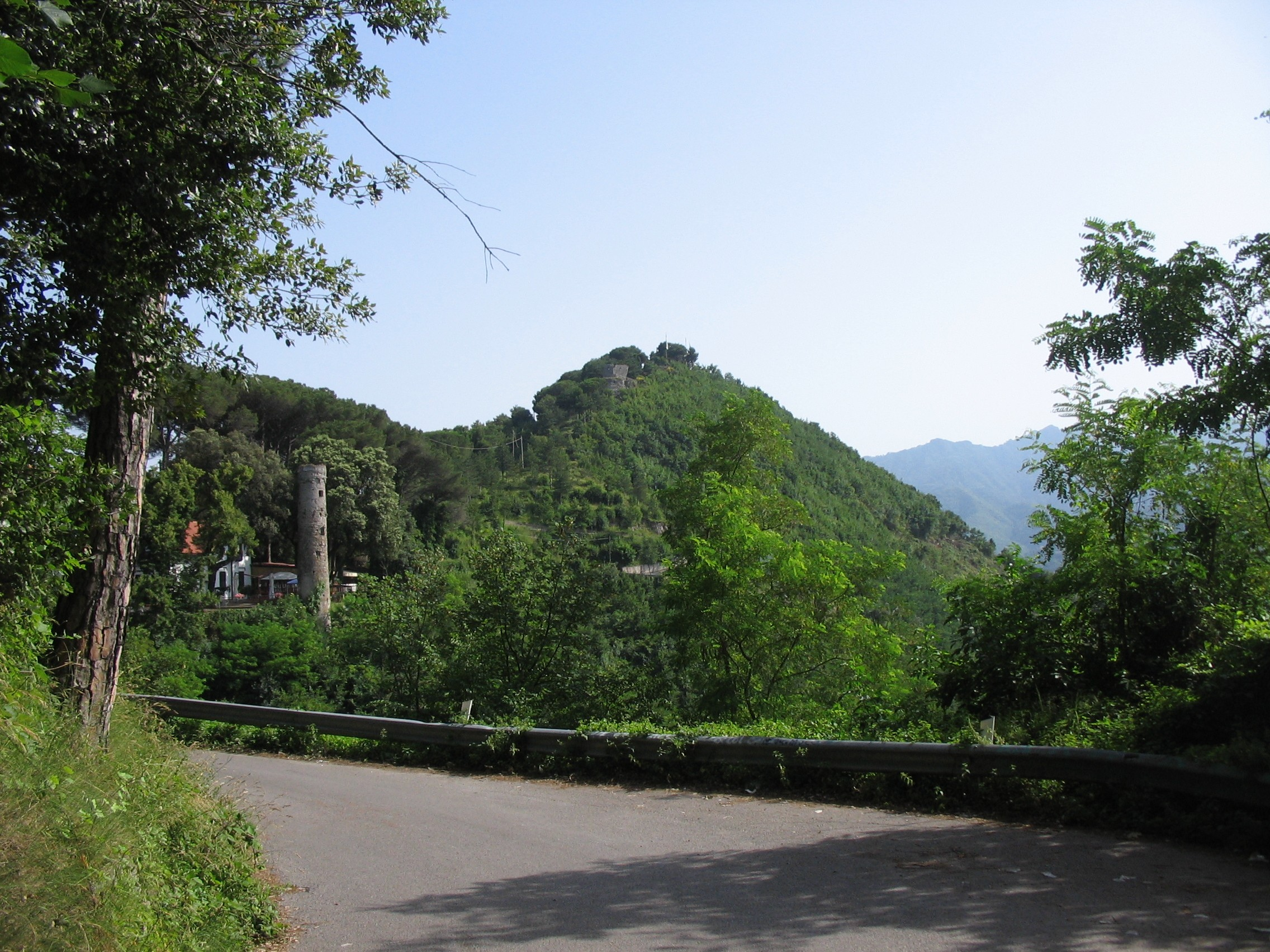
Monte Castello
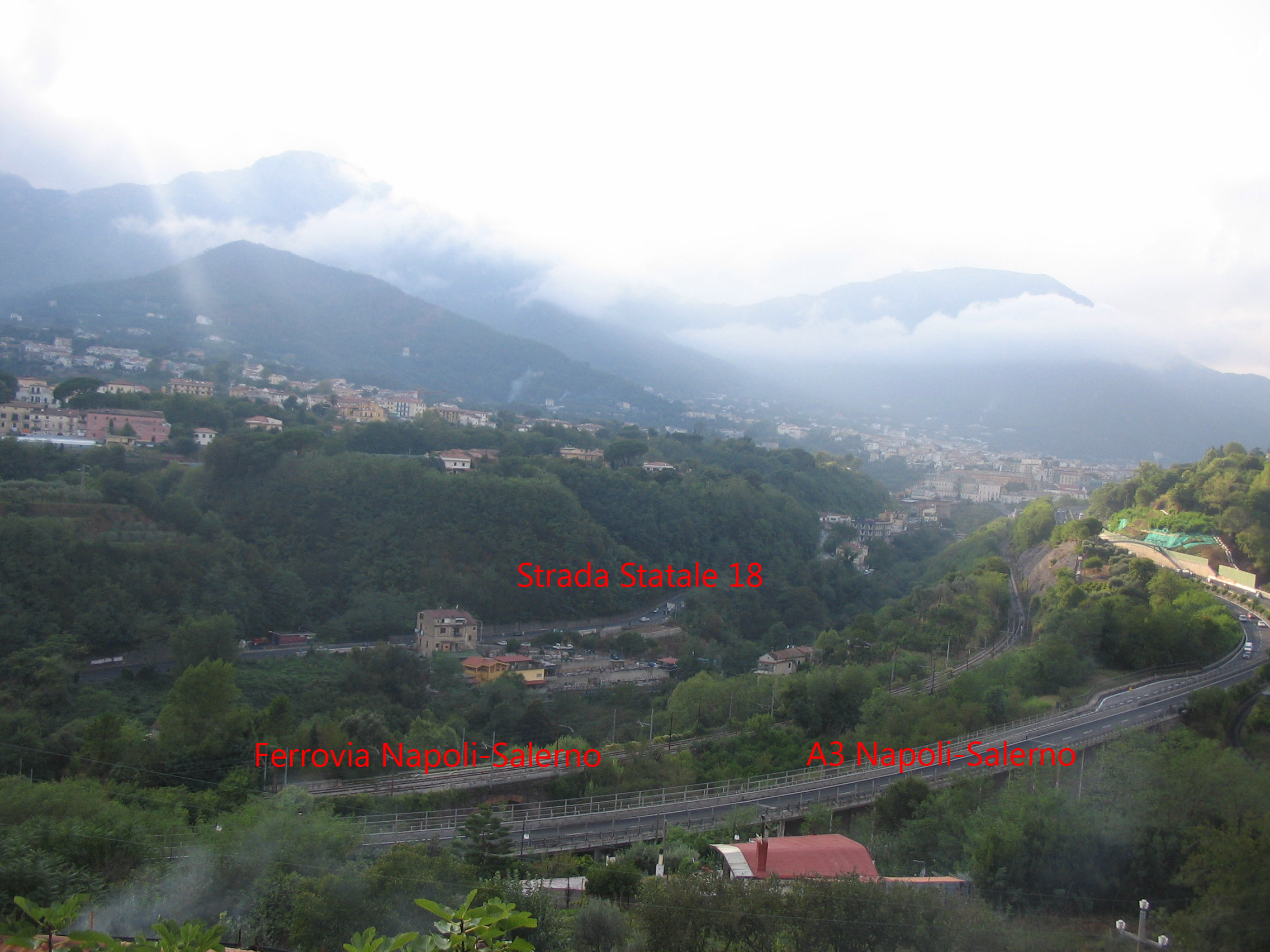
Panorama de la zona sur, (extenso Salerno)
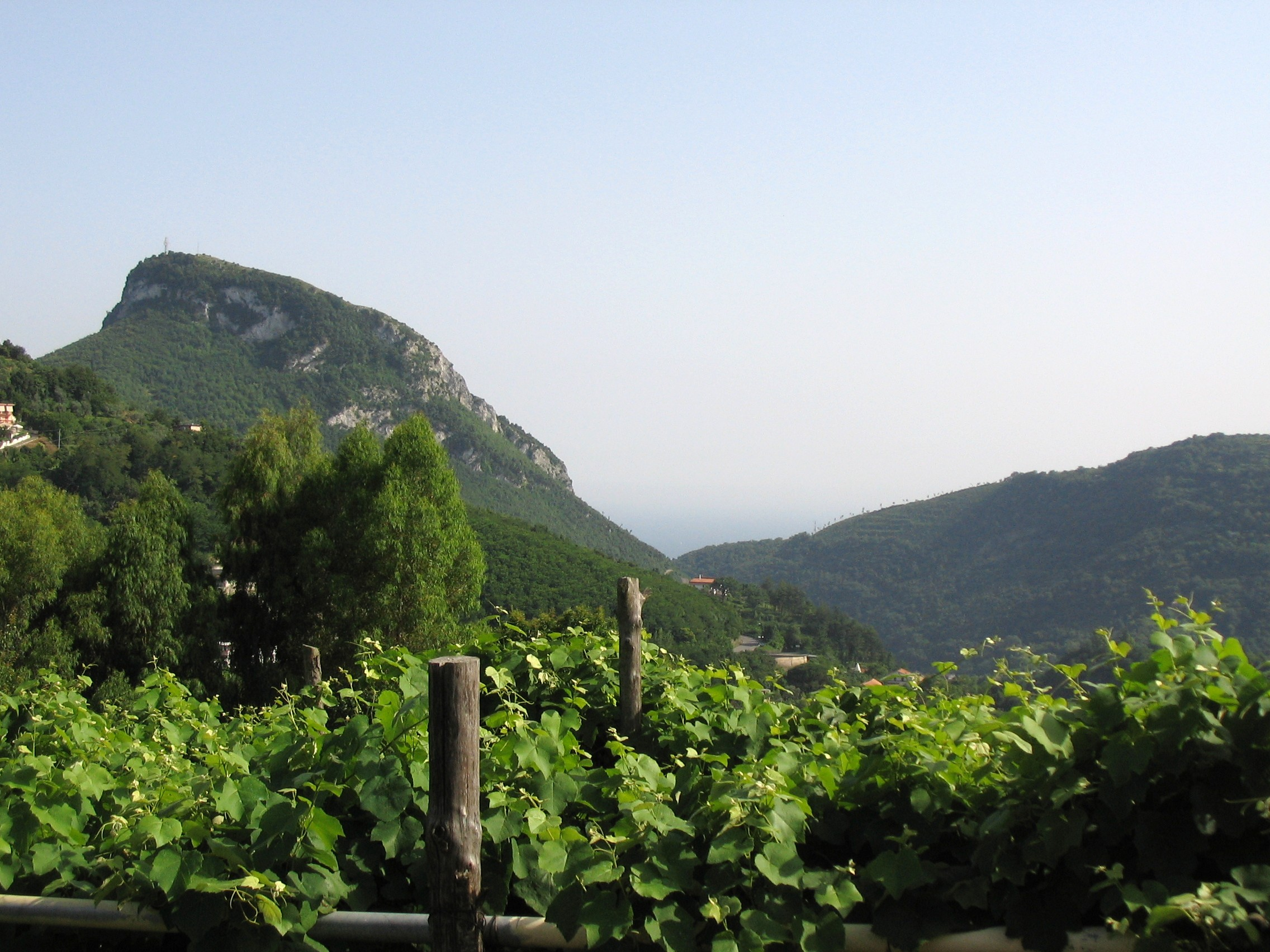
Panorama de Dupino(Monte San Libertador y escorzo del Mar Tirreno)
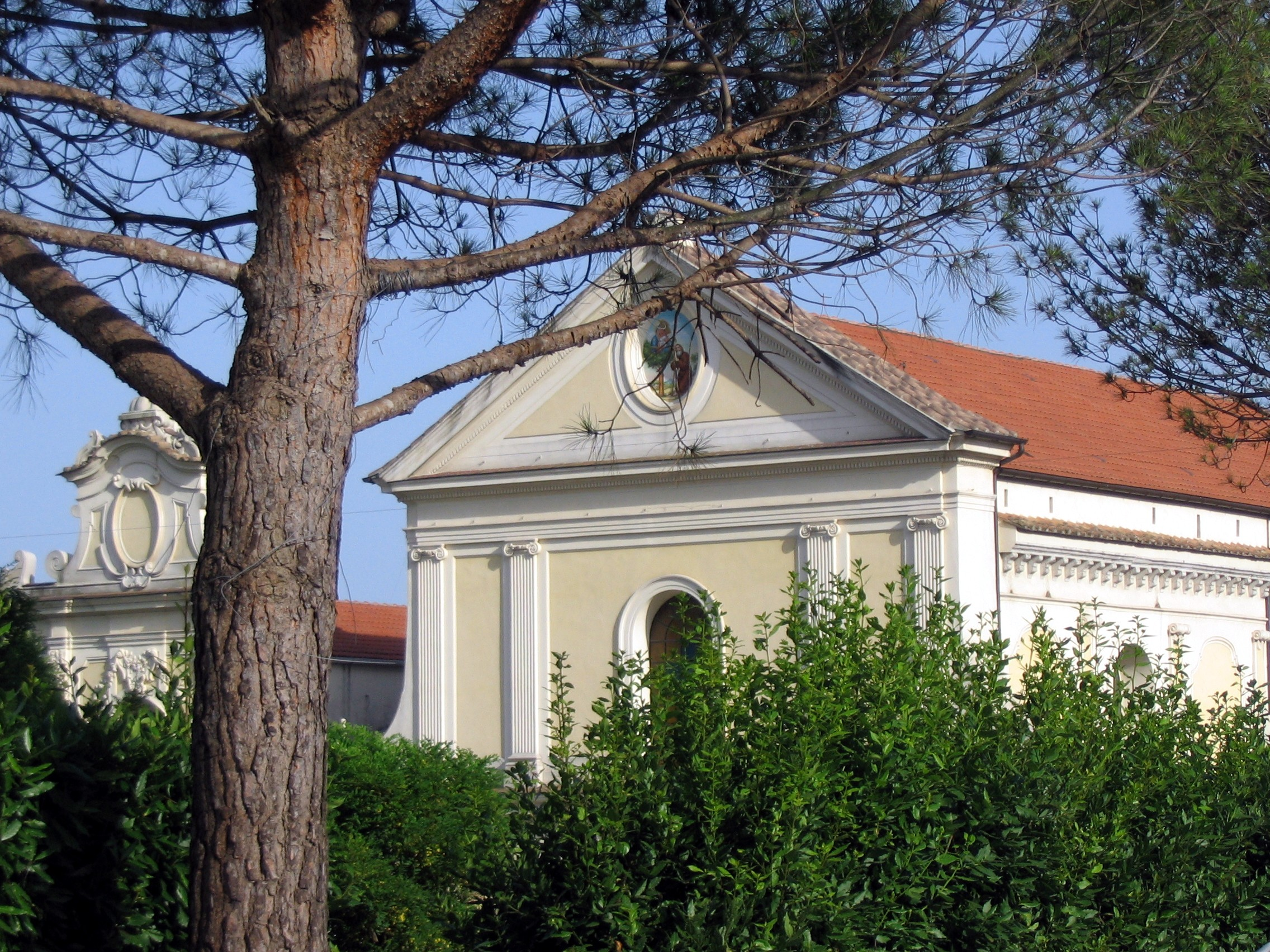
Iglesia de la Virgen del Olmo
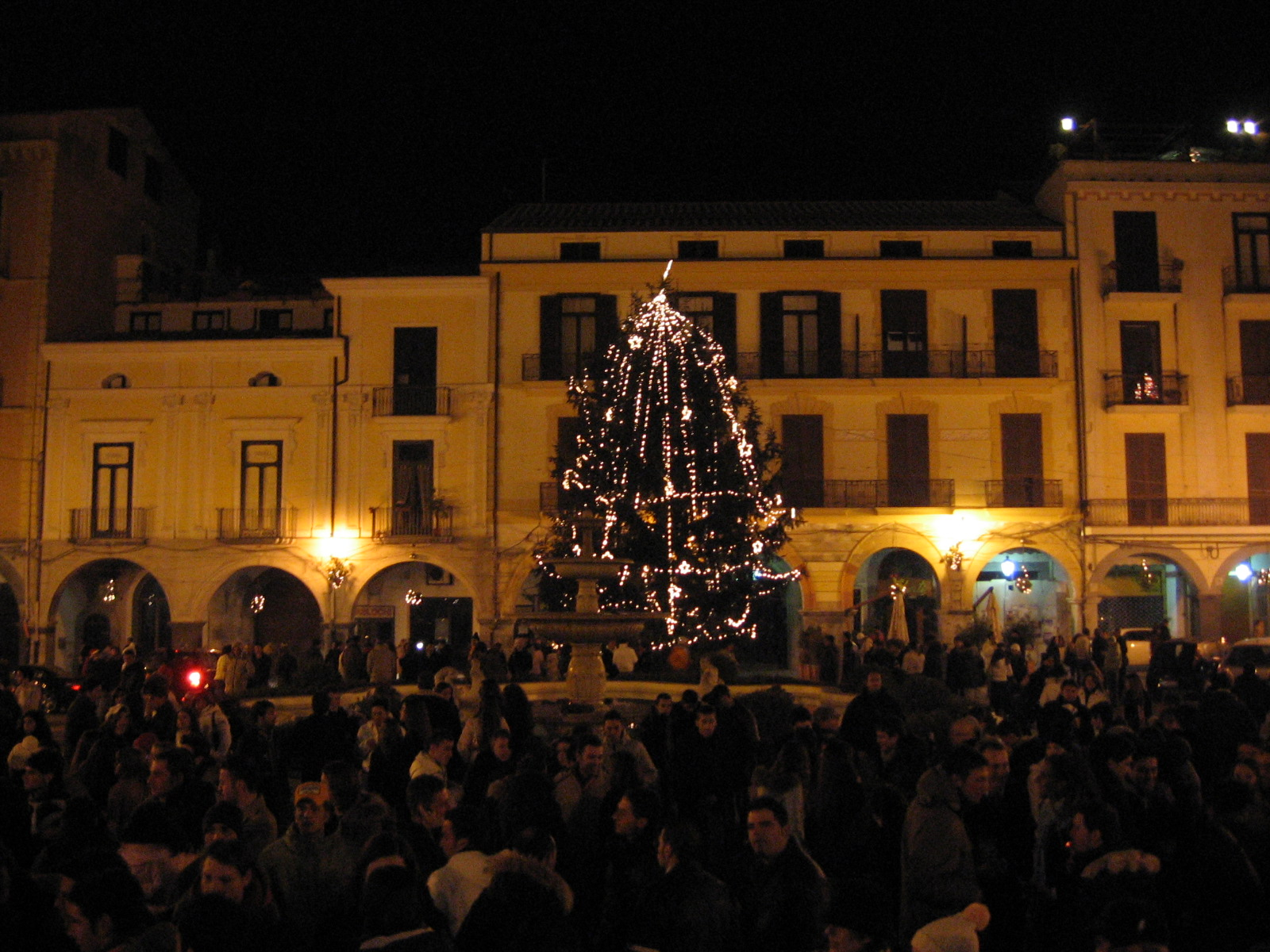
Plaza Catedral a Navidad

## Deporte
- El 24 de mayo de 1997 la octava etapa del Giro de Italia terminó en Cava de' Tirreni con la victoria de Mario Manzoni.
- El 17 de mayo de 2010 la novena etapa del Giro de Italia terminó en Cava de' Tirreni con victoria para Mathew Goss

## Hermanamientos
- - Gorzów Wielkopolski, Polonia
- - Pittsfield, Massachusetts, Estados Unidos
- - Kaunas, Lituania (19 de febrero de 2007)
- - Schwerte, Alemania
- Cuacos de Yuste, España (17 de octubre de 2019)